# BSAT-3a
BSAT-3aとは放送衛星システムが所有するBSデジタル用の放送衛星である。メーカはロッキード・マーティンで、2007年8月15日にアリアン5ロケットにより打ち上げられた。
2007年11月1日から、BSAT-1a、BSAT-1bに代わりBSアナログ放送の送信に使用されているほか、アナログハイビジョン放送の終了により空いたBS-9chを用いたBSデジタル放送の送信に使用されている。2008年9月11日からは、トラブルが生じたBSAT-2cに代わり同衛星によるBS-1,3,13,15chを用いたBSデジタル放送の送信にも使用されている。
2011年10月1日からは、BSAT-3b、BSAT-3cに役割を譲り予備衛星となった。
2025年2月7日15時00分に軌道外投棄（デオービット）作業を完了した。